# 전투관합기도
전투관합기도(戰鬪館合氣道)는1990년 존 펠레그리니(John Pellegrini)가 설립한 절충주의적인 현대 합기도 시스템이다. 1992년에 다음 단계를 밟은 펠레그리니는 전투 합기도의 공식 관리 기구로서 국제 전투관 합기도 연맹(ICHF)을 결성했다. 이후 1999년 ICHF는 합기도 스타일 '전투관 합기도'로 합기도 해로 통칭되는 대한키도협회와 세계키도연맹에 의해 인정받았다.세계키도연맹은 대한민국 정부로부터 한국의 공식 무예 관리 기구와 세계 무예 커뮤니티를 연결하는 조직으로 인정받고 있다.전투관합기도의 창시자는 자신이 새로운 무술을 발명한 것이 아니라고 밝혔다. 그는 "나는 건전한 과학적 원리와 현대적 개념을 바탕으로 새로운 자위 체계를 구축했을 뿐이다. 이러한 이유로 전투 합기도는 "호신술"이라고도 불린다. 전투관합기도는 선택된 합기도 기술을 새롭게 해석하고 적용한 것이다.전투관합기도에 "전투"라는 단어가 추가되어 이 시스템을 전통적인 합기도 스타일과 구별하고 그 초점을 자기 방어로 식별했다.
이 스타일은 관절 잠금 장치, 압박점, 던지기, 손으로 치고 낮게 누워 차는 방법을 사용하며, 임박한 공격에 대응 하거나 선제적으로 공격하여 자신을 방어하도록 실무자를 훈련시킨다. 많은 합기도 스타일과 마찬가지로 작은 원형 동작, 저항하지 않는 동작, 힘의 방향 전환과 다양한 동작을 통한 상대 제어를 강조하며 수련생은 지렛대를 사용하기 위해 발놀림, 주의를 분산시키는 타격 및 신체 위치 지정을 통해 이점을 얻으려고 한다.